# Dendrobium recurvifolium
Dendrobium recurvifolium är en orkidéart som beskrevs av Johannes Jacobus Smith. Dendrobium recurvifolium ingår i släktet Dendrobium, och familjen orkidéer. Inga underarter finns listade i Catalogue of Life.